# Lustrum
A lustrum (a latin lustrare tisztít, fényesít szóból) egy ősrómai szertartás, melyet az ötévenkénti népszámlálások után tartottak. A censorok egyike mutatott be áldozatot, melyet az egész népért ajánlottak fel. A szó erre utalva ötéves időszakot vagy időtartamot is jelölhet.